# Cementerio católico de Santa María
El cementerio católico de Santa María (en inglés: St. Mary's Catholic Cemetery) se encuentra en el barrio londinense de Kensal Green en Inglaterra, Reino Unido y tiene su propia capilla católica.
Establecido en 1858, el sitio de 29 acres (120 000 m²) fue construido al lado del cementerio de Kensal Green. Es el lugar de descanso final de más de 165 000 personas de fe católica, y cuenta con un monumento a los soldados belgas de la Primera Guerra Mundial, heridos en combate y evacuados a Inglaterra, donde murieron en el hospital.